# Parc national Jaua-Sarisariñama
Le parc national Jaua-Sarisariñama, est une aire protégée située au Venezuela dans la partie Sud-Ouest de l'État de Bolívar, là ou naissent les Ríos Caura, Erebato et Ventuari.
Il a été créé le 12 décembre 1978. Le parc est également reconnu zone importante pour la conservation des oiseaux.
Il est formé principalement de trois tepuys de même type que le mont Roraima, appelés par les amérindiens Maquiritares : Jaua-Jidi, Sarisariñama-Jidi et Guanacoco-Jidi.

## Informations générales
- Accès : En voiture, au départ de Caicara del Orinoco, vers l'État d'Amazonas, par voie fluviale, en suivant le cours du río Caura, ou en hélicoptère.
- Situation : latitude 4° 44' 59"N, longitude 64° 24' 2"W
- Superficie : 330 000 ha.
- Altitude : entre 500 et 2 400 mètres.
- Températures : entre 12 °C et 24 °C.
- Précipitations : très importantes (de 2 800 à 3 600 mm par an).
- Flore : fougères, orchidées, éricacées, composées, cypéracées et broméliacées.
- Faune : La Marmosa tyleriana, la Stefania riae, la dante et le jaguar.
- Intérêt principal : observation de la flore et de la faune.

Il fut déclaré parc national en 1978. Il s'étend sur 330 000 hectares. Les trois tepuys du parc sont remarquables pour leurs cavernes et leurs dolines. Ce sont peut-être les plus anciennes du continent.
L'accès est réservé aux scientifiques et chercheurs.